# Evelyn Huber

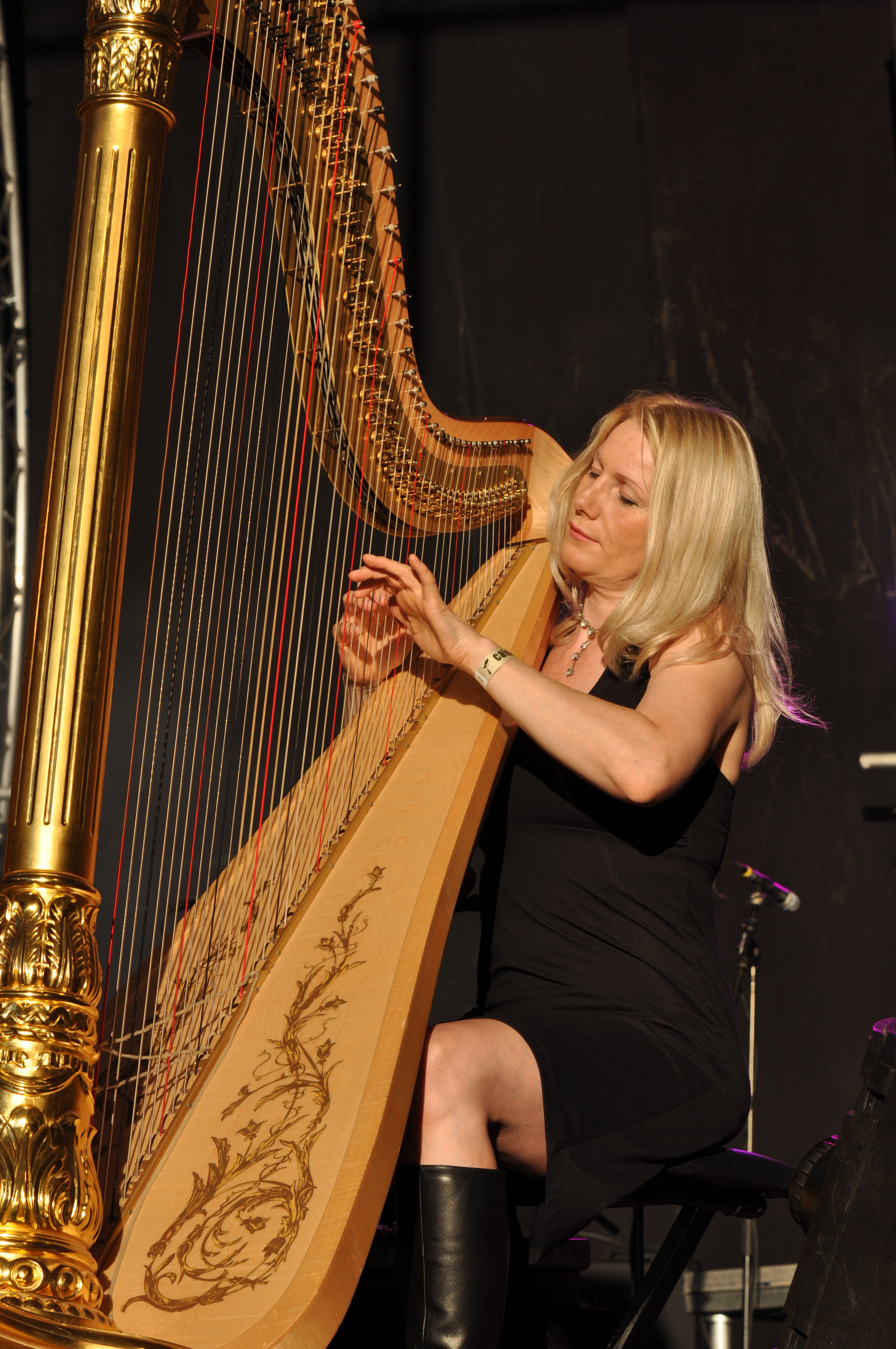
Evelyn Huber 2014 beim Weltmusikfestival Horizonte auf der Festung Ehrenbreitstein in Koblenz

Evelyn Huber (* 1970) ist eine deutsche Harfenistin.

## Leben und Werk
Evelyn Huber studierte Harfe bei Helga Storck an der Hochschule für Musik und Theater München und schloss im Jahr 2000 ihr Studium mit dem Meisterklassendiplom ab. Von 1998 bis 2009 war sie dort als Lehrbeauftragte für Harfe tätig. 2007 wurde sie als Gastprofessorin an die Guildhall School of Music London berufen.
Sehr früh begann sie, die musikalischen Möglichkeiten der Großen Konzertharfe auszuloten und konventionelle Grenzen zu überschreiten. Jazz-Workshops in den USA, Konzerttätigkeiten in aller Welt mit unterschiedlichen Ensembles und nicht zuletzt ihre Soloperformances machten sie zu einer Virtuosin in den Genres Jazz und World Music.
Der weltbekannte Klezmer-Klarinettist Giora Feidman holte sie auf die Bühne, mit dem Hackbrettvirtuosen Rudi Zapf tourte sie durch Europa, Afrika und Lateinamerika und im Jahr 1997 gründete sie mit dem Jazz-Saxophonisten Mulo Francel ein außergewöhnliches Duo: Harfe und Saxophon, jazzige Rhythmen, orientalische Arabesken, Tango und Bossa Nova und immer wieder die Lust am Improvisieren.
Von 2008 bis 2020 gehörte sie der Band Quadro Nuevo an. Das Ensemble wurde 2010 und 2011 mit dem deutschen Musikindustriepreis ECHO Jazz in der Kategorie „Live-Act des Jahres“ ausgezeichnet.
Seit 2020 ist die Musikerin freiberufliche Harfenistin in unterschiedlichen Projekten von Solo bis Solistin mit Orchester.
Außerdem erhielt Huber weitere renommierte Preise, unter anderem den Kulturpreis Bayern sowie zwei Mal den German Jazz Award in Gold der deutschen Musikindustrie.
Der Bayerische Rundfunk sendete 2002 in der Reihe Lebenslinien einen Porträtfilm von Uli Kick über sie mit dem Titel „Die Verwandlungen der Evelyn Huber“.
Huber spielt auf einer Doppelpedalharfe mit Einzeltonabnehmersystem der französischen Harfenmanufaktur Camac. Evelyn Huber lebt östlich von München.

## Auszeichnungen
- 2011: Echo Jazz für Quadro Nuevo
- 2010: Echo Jazz für Quadro Nuevo
- 2009: Kulturpreis Bayern
- 2007: Creole Publikumspreis in Nürnberg für Lauschgold
- 2002: Hallertauer Kleinkunstpreis zusammen mit Mulo Francel für Tango Lyrico
- 2002: Bayerischer Poetentaler für Zapf’nstreich
- 1998: Grüner Wanninger für die Band Zapf’nstreich
- 1996: ff. Stipendiatin der Studienstiftung
- 1996: Garchinger Kleinkunstmaske für Zapf’nstreich
- 1996: Rotary Förderpreis für Harfensoloprogramm
- 1995: 3. Preis beim Internationalen Jazzharfenwettbewerb in Tucson/Arizona, USA
- 1989: Tollwood Kleinkunstförderpreis für Harfensoloprogramm

## Diskografie
- 1991: Musikalische Weltreise – Evelyn Huber, Ingrid Huber-Zapf & Rudi Zapf (Trikont)
- 1996: Zapf’nstreich MCMXCVI – (Pantaleon)
- 1998: Löwenzahn – Evelyn Huber & Rudi Zapf (Pantaleon)
- 1998: Rendezvous – Evelyn Huber & Mulo Francel (GLM)
- 2000: Irish & Klezmer – Evelyn Huber & Rudi Zapf (Pantaleon)
- 2001: Tango Lyrico – Evelyn Huber & Mulo Francel (GLM, DE: Gold (German Jazz Award))[6]
- 2002: Zapf’nstreich MMII – (Pantaleon)
- 2003: Somerville Samba – Evelyn Huber Harfe Solo (Eigenverlag)
- 2005: Aventure – Mulo Francel & Evelyn Huber (GLM)
- 2007: Lauschgold – Evelyn Huber, Martina Eisenreich & Wolfgang Lohmeier (GLM)
- 2008: Somerville Samba – Evelyn Huber Harfe solo (Neuauflage bei GLM)
- 2009: Der König hat gelacht – Hörbuch Quadro Nuevo (GLM)
- 2010: Grand Voyage – Quadro Nuevo (GLM)
- 2010: Grand Voyage – DVD Quadro Nuevo (GLM)
- 2001: Songs of Spices – Evelyn Huber & Mulo Francel (GLM, DE: Gold (German Jazz Award))
- 2011: Schöne Kinderlieder – Quadro Nuevo (GLM)
- 2011: In Concert – Quadro Nuevo (GLM)
- 2013: End of the Rainbow – Quadro Nuevo & NDR Orchester (GLM)
- 2013: Bethlehem – Quadro Nuevo (GLM)
- 2015: Tango – Quadro Nuevo (GLM)
- 2015: Lieben Sie Tango? – Hörbuch Quadro Nuevo (GLM)
- 2016: Alpensagen – Zwischen Berg & Tal – Hörbuch (GLM)
- 2016: Inspire – Evelyn Huber mit Matthias Frey, Christopher Herrmann, Ramesh Shotham, Wolfgang Lohmeier (GLM)
- 2016: Music for Christmas Nights – Quadro Nuevo & Münchner Symphoniker (GLM)
- 2017: Flying Carpet – Quadro Nuevo & Cairo Steps (GLM)
- 2017: Alpensagen – Von Hexen, Geistern und Rittern – Hörbuch Quadro Nuevo (GLM)
- 2018: Goethes persische Reise. Hörbuch Quadro Nuevo (GLM)
- 2019: Alles ist Windhauch – Hörbuch Quadro Nuevo & Ulrike Kriener (Patmos)
- 2019: Volkslied Reloaded – Quadro Nuevo & Münchner Rundfunkorchester (Sony Classical)
- 2019: Para un mejor mundo – Evelyn Huber & Sirius Quartet (GLM)
- 2021: Calm – Evelyn Huber Harfe solo(GLM)
- 2022: Evelyn Huber / Elisabeth Fuchs & Philharmonie Salzburg: Joy (GLM)[7]
- 2023: Schimmer Trio - Niebla
- 2023: Evelyn Huber & Matthias Frey - Sherpa (Freyraum Music)